# Eucera carinata
Eucera carinata là một loài Hymenoptera trong họ Apidae. Loài này được Timberlake mô tả khoa học năm 1961.